# Megumi Kaneko
Megumi Kaneko (金子 恵美?, Kaneko Megumi; Niigata, 27 febbraio 1978) è una politica giapponese, membro del Partito Liberal Democratico.

## Biografia
Nata a Niigata il 27 febbraio del 1978, Megumi Kaneko ha studiato all'Università di Waseda. È stata consigliera comunale di Niigata e successivamente membro dell'assemblea della prefettura di Niigata.
Nel 2012, attraverso le elezioni parlamentari, viene eletta rappresentante. Nel 2014 è stata nuovamente rieletta.
È sposata dal 2015 col politico Kensuke Miyazaki, ex marito di Ayuko Katō, ed hanno un bambino. Non viene rieletta nel 2017.
Nel 2019 annuncia di ritirarsi dalla vita politica.